# Хинолин
Хиноли́н (бензопиридин) — органическое соединение гетероциклического ряда. Применяют как растворитель для серы, фосфора и др., для синтеза органических красителей. Производные хинолина используют в медицине (плазмоцид, хинин).

## Физические и химические свойства
Бесцветная или желтоватая маслянистая гигроскопичная жидкость, темнеющая на свету и на воздухе. Растворим в спирте, воде и других растворителях. Температура кипения 237,1 °C.

## Промышленное получение
Хинолин встречается в составе каменноугольной смолы, из которой и добывается.

## Методы синтеза
- Производные хинолина с заместителями в положениях 2 и 4 можно получить путём конденсации анилина (1) и β-дикетонов (2) в кислой среде. Этот метод получил название «синтез хинолинов по Комба»

- Из анилина и α,β-ненасыщеных альдегидов (метод Дёбнера-Миллера). Механизм данной реакции очень близок к механизму реакции Скраупа

- Из 2-аминобензальдегида и карбонильных соединений, содержащих α-метиленовую группу (синтез Фридлендера). Метод практически не употребляется из-за низкой доступности о-карбонильных производных анилина

- Конденсацией анилина и глицерина в присутствии серной кислоты (метод Скраупа)

Механизм этой реакции точно не установлен, но предполагают, что процесс идет как 1,4-присоединение анилина к акролеину. Акролеин образуется в результате дегидратации глицерина в присутствии серной кислоты (образование акролеина подтверждено: из готового акролеина и анилина также образуется хинолин).

Реакция сильно экзотермична, поэтому процесс обычно проводят в присутствии сульфата железа (II).
В качестве окислителя используют также оксид мышьяка (V), в этом случае процесс протекает не так бурно, как с нитробензолом, и выход хинолина выше.
- По реакции Поварова из бензальдегида, анилина и алкена.
- Из орто-ацилацетофенона и гидроксида (en:Camps quinoline synthesis).
- Из β-кетоанилида (en:Knorr quinoline synthesis).
- Из анилина и β-кетоэфиров[4] (en:Conrad-Limpach synthesis).
- en:Gould-Jacobs reaction

## Токсикология и безопасность
Опасен при попадании в глаза и приёме внутрь, ирритант, канцероген. ЛД50 для крыс — 331—460 мг/кг (орально), для кроликов — 540 мг/кг (трансдермально).